# Michal Mackevič
Michał Mackiewicz (lit. Michal Mackevič; *  1. Oktober 1953 in Vilnius) ist ein litauischer Politiker polnischer Herkunft.

## Leben
1973  absolvierte er das Landwirtschaftstechnikum in Buivydiškės (Rajongemeinde Vilnius) und wurde Agronom. Von 1973 bis 1975 leistete er den Sowjetarmeedienst. 1981 absolvierte er das Diplomstudium am Vilniaus valstybinis pedagoginis institutas und wurde Lehrer für polnische Sprache.
Ab 1990 war er Chefredakteur und Verleger von „Magazyn Wileński“. Von 2003 bis 2008 war er Mitglied im Stadtrat Vilnius. Seit 2008 ist er Mitglied im Seimas.
Seit 1988 ist er Mitglied der Lietuvos lenkų sąjunga, ab 2002 Vorsitzende. Seit 1994 ist er Mitglied der Lietuvos lenkų rinkimų akcija.